# Phillipsova krivulja
Phillipsova krivulja je v ekonomiji graf domnevne povezave med inflacijo in nezaposlenostjo. Novozelandski inženir in ekonomist Alban William Phillips je opazoval obratno sorazmerno povezavo med inflacijo in nezaposlenostjo britanske ekonomije od začetka 20. stoletja do leta 1958, ko je bila inflacija visoka, nezaposlenost pa nizka in obratno. Graf inflacije na ordinati in nezaposlenosti na abscisi kaže padajočo krivuljo.
V letih po njegovem članku iz 1958 je veliko ekonomistov verjelo, da Phillipsovi rezultati kažejo na stalno povezavo med inflacijo in nezaposlenostjo.
V 1970. letih sta v mnogih državah nastopili visoki stopnji tako inflacije kot nezaposlenosti ali stagflacija. Teorije na podlagi Phillipsove krivulje tega niso predvidevale in zamisel je večina ekonomistov zavrgla. Nove teorije kot sta racionalno pričakovanje ali NAIRU (nepospešujoča inflacijska stopnja nezaposlenosti) (non-accelerating inflation rate of unemployment)) poskušajo pojasniti kako se pojavi stagflacija.